# ميغيل ألفيس
ميغيل ألفيس بلدية في ولاية بياوي في المنطقة الشمالية الشرقية من البرازيل.